# 球花雪莲
球花雪莲（学名：Saussurea globosa）是菊科风毛菊属的植物，是中国的特有植物。分布在中国大陆的甘肃、陕西、青海、四川等地，生长于海拔2,100米至4,500米的地区，常生长在高山草坡、荒坡、草坪、山顶及草甸，目前尚未由人工引种栽培。

## 别名
球花风毛蒿（中国高等植物图鉴）